# Allendale (New Jersey)
Allendale – miasto w Stanach Zjednoczonych, w stanie New Jersey, w hrabstwie Bergen. W 2000 r. miasto to na powierzchni 8,2 km² zamieszkiwało 6699 osób.

## Miasta partnerskie
- Omachi